# Державний музей авіації України
Державний музей авіації України імені О.К.Антонова — найбільший в Україні музей технічного профілю, знаходиться у Києві поблизу аеропорту «Жуляни».

## Історія
Урочисте відкриття відбулося 30 вересня 2003 року напередодні святкування 100-річчя світової авіації та 80-річчя авіації України. Музей розміщується на території колишньої навчально-авіаційної бази Київського інституту інженерів цивільної авіації (КІІЦА) (нині Державний університет "Київський авіаційний інститут" (ДУ КАІ)).

## Експонатне наповнення
За кількістю дослідних і одиничних бортів музей є шостим у світі і другим за величиною колекції в пострадянських країнах – більше лише в російському Моніно. У Музеї можна побачити перший дослідний Іл-86, другий дослідний/перший серійний Іл-18, перший серійний Ту-104, передсерійний Ту-134, а також Ту-22М0 з дослідної серії, один з двох побудованих Ан-71, один з 4-х збережених у світі Бе-6 та інші.
На території площею 20 гектарів зібрано понад 70 експонатів: пасажирських та навчально-тренувальних літаків, винищувачів, ракетоносців, вертольотів.

## Керівництво
Директори:
- (2001-04.2018) Заслужений працівник освіти України, доктор технічних наук, професор Зіатдінов Юрій Кашафович;

- (04-08.2018) Заслужений діяч науки і техніки України, лауреат Державної премії України в галузі науки і техніки, доктор військових наук, професор  Мосов Сергій Петрович;

Заступники —  Чуба Віктор Йосипович, Лахтадир Марина Олександрівна.
- з 03.09.2018 - Риков Олександр Олександрович;

- з 01.11.2023 - Омельяненко Сергій Леонідович;

Заступники - Лахтадир Марина Олександрівна.
- з грудня 2024 - Лавренко Валерія Сергіївна.

## Експозиція
У натурних фондах музею представлені розробки практично всіх ведучих авіаційних КБ радянського періоду – Туполєв, Яковлєв, Іллюшин, Антонов, Сухой, Мікоян-Гуревич, Камов, Міль, Берієв, а також репліки початку XX століття. У свою чергу, колекції сформовані як за принципом призначення ЛА, так і за належністю до окремих КБ. Виняток становить КБ. А. Н. Туполєва – тут виділена окрема «Бекфайр-колекція», куди увійшли бомбардувальники-ракетоносці сімейства Ту-22М. Також в музеї представлений унікальний експонат — вертоліт Мі-26 який був ліквідатором аварії на Чорнобильській Атомній електростанції, врятований від захоронення в розпиляному стані в могильнику техніки Буряковка завдяки діям дирекції НАУ, музею а також МОНУ. На сьогодні унікальний експонат відкрито доступний для огляду в музеї.

### Літаки
| Виробник                         | Модель              | Тип                                                                          | Серійний/реєстраційний/бортовий номер                        | Кому належав | Приблизна дата надходження у фонд музею | Особливість експоната. Цікаві факти           | Фото                                          |
| -------------------------------- | ------------------- | ---------------------------------------------------------------------------- | ------------------------------------------------------------ | --- | --------------------------------------- | --------------------------------------------- | --------------------------------------------- |
| Завод аеропланів Анатра          | Анатра ДС (Анасаль) | літак-розвідник, винищувач типу біплан                                       | —                                                            | Макет-копія, побудований у 2004 році «Одессавіаремсервіс» | 2004                                    |                                               |                                               |
| Брати Райт                       | Wright Flyer        | експериментальний літак типу біплан схеми качка                              | —                                                            | Макет-копія, побудований в серпні-вересні 2003 року УАТК (Українською авіатранспортною компанією). | 2003                                    | Наразі не експонується.                       | Репліка літака братів Райт "FLYER" 1903 року. |
| Aero Vodochody                   | L-29                | навчально-тренувальний реактивний літак                                      |                                                              | | 2006                                    |                                               |                                               |
| Aero Vodochody                   | L-39                | навчально-бойовий реактивний літак                                           | № 33 № 530547 № 18 № 831144                                  | | 2003 2006                               |                                               |                                               |
| Державне підприємство «Антонов»  | Виріб 181           | експериментальний літак короткого злету з крилом канального типу             | СССР-190101 серійний номер 0101                              | | 2011                                    |                                               |                                               |
| Державне підприємство «Антонов»  | Ан-2                | багатоцільовий літак, біплан                                                 | UR-54812 серійний номер 1G184-19                             | ARP 410 | 2003                                    |                                               |                                               |
| Державне підприємство «Антонов»  | Ан-24Б              | регіональний пасажирський турбогвинтовий літак                               | CCCP-46245 серійний номер 77303203                           | | 2003                                    |                                               |                                               |
| Державне підприємство «Антонов»  | Ан-24Б              | регіональний пасажирський турбогвинтовий літак                               | CCCP-46801 серійний номер 57302010                           | | 2003                                    |                                               |                                               |
| Державне підприємство «Антонов»  | Ан-24Б              | регіональний пасажирський турбогвинтовий літак                               | UR-46569 серійний номер 87304710                             | | 2003                                    |                                               |                                               |
| Державне підприємство «Антонов»  | Ан-26               | регіональний транспортно-пасажирський турбогвинтовий літак                   | 22 серійний номер 7910                                       | | 2003                                    |                                               |                                               |
| Державне підприємство «Антонов»  | Ан-26               | регіональний транспортно-пасажирський турбогвинтовий літак                   |                                                              | МАБ КИИГА | 2003                                    |                                               |                                               |
| Державне підприємство «Антонов»  | Ан-28               | легкий пасажирський турбогвинтовий літак                                     | серійний номер 1AJ003-05                                     | | 2013                                    |                                               |                                               |
| Державне підприємство «Антонов»  | Ан-30               | літак повітряного спостереження                                              | UR-30005 (заводской 14-06)                                   | | 2012                                    |                                               |                                               |
| Державне підприємство «Антонов»  | Ан-71               | літак ДРЛС                                                                   | СССР-780361                                                  | | 16 жовтня 2010                          | Один з 3-х вироблених                         |                                               |
| ТАНТК ім. Г. М. Берієва          | Бе-6                | багатоцільовий летючий човен (гідроплан, амфібія)                            | 43 жовтий серійний номер 4601403                             | ВМС України | літо 2009                               |                                               |                                               |
| ТАНТК ім. Г. М. Берієва          | Бе-12               | багатоцільовий летючий човен (гідроплан, амфібія)                            | 35 жовтий серійний номер 2602603                             | ВМС України | 2006                                    |                                               |                                               |
| Авіаційний комплекс ім. Іллюшина | Іл-14Г              | середньомагістральний пасажирський літак                                     | CCCP-52036 серійний номер 704103                             | | 2003                                    |                                               |                                               |
| Авіаційний комплекс ім. Іллюшина | Іл-18А              | середньомагістральний пасажирський літак                                     | CCCP-75634 серійний номер 187000101                          | | 2003                                    | Найстаріший борт цього типу. Другий прототип. |                                               |
| Авіаційний комплекс ім. Іллюшина | Іл-62               | дальномагістральний пасажирський літак                                       | CCCP-86696 серійний номер 21205                              | | 2003                                    |                                               |                                               |
| Авіаційний комплекс ім. Іллюшина | Іл-76               | багатоцільовий транспортно-пасажирський літак                                | UR-UCI (колишній CCCP-76511) серійний номер 083414444        | | 2003                                    |                                               |                                               |
| Авіаційний комплекс ім. Іллюшина | Іл-86               | дальномагістральний пасажирський літак                                       | СССР-86000, серійний номер 0101                              | | 2003                                    |                                               |                                               |
| МіГ                              | МіГ-15 УТИ          | навчально-тренувальний винищувач                                             | 31 червоний серійний номер 612341                            | | 2003                                    |                                               |                                               |
| МіГ                              | МіГ-17Ф             | винищувач третього покоління                                                 | 77 червоний серійний номер 612341                            | | 2003                                    |                                               |                                               |
| МіГ                              | МіГ-19              | винищувач другого покоління                                                  |                                                              | | 2010                                    |                                               |                                               |
| МіГ                              | МіГ-21ПФМ           | винищувач                                                                    | 21 червоний № 940AK14                                        | | 2003                                    |                                               |                                               |
| МіГ                              | М-21М               | літак-мішень, вироблений з МіГ-21ПФМ                                         | 45 білий № 940ACh17                                          | | 2005                                    |                                               |                                               |
| МіГ                              | МіГ-23БМ            | винищувач-бомбардувальник з крилом змінної стрілоподібності                  | 05 червоний № 6191253001                                     | | 2003                                    |                                               |                                               |
| МіГ                              | МіГ-23МЛ            | винищувач з крилом змінної стрілоподібності                                  | 54 червоний № 0390310387                                     | | 2003                                    |                                               |                                               |
| МіГ                              | МіГ-23УБ            | навчально-бойовий винищувач з крилом змінної стрілоподібності                | 84 cn 3901405                                                | | 2013                                    |                                               |                                               |
| МіГ                              | МіГ-25РБ            | висотний винищувач-перехоплювач                                              | 06 синій                                                     | | 2005                                    |                                               |                                               |
| МіГ                              | МіГ-27К             | надзвуковий винищувач-бомбардувальник з крилом змінної стрілоподібності      | 57 червоний № 76802662515                                    | | 2003                                    |                                               |                                               |
| МіГ                              | МіГ-29 (9-13)       | багатоцільовий винищувач четвертого покоління                                | 31                                                           | |                                         |                                               |                                               |
| МіГ                              | МіГ-29 (9-12)       | багатоцільовий винищувач четвертого покоління                                | 06 білий 2960505534                                          | | 2003                                    |                                               |                                               |
| ДКБ Сухого                       | Су-7БМ              | винищувач-бомбардувальник                                                    | 06 червоний серійний номер 52-18                             | | 2005                                    |                                               |                                               |
| ДКБ Сухого                       | Су-15ТМ             | винищувач-перехоплювач                                                       | 16 синій, № 0915346                                          | | 2003                                    |                                               |                                               |
| ДКБ Сухого                       | Су-17УМ             | навчально-бойовий винищувач-бомбардуальник з крилом змінної стрілоподібності | 80 синій,                                                    | | 2003                                    |                                               |                                               |
| ДКБ Сухого                       | Су-20               | винищувач-бомбардувальник з крилом змінної стрілоподібності                  | 06 червоний серійний номер 5703                              | | 2003                                    |                                               |                                               |
| ДКБ Сухого                       | Су-24               | надзвуковий фронтовий бомбардувальник з крилом змінної стрілоподібності      |                                                              | | 2003                                    |                                               |                                               |
| ДКБ Сухого                       | Су-25               | реактивний штурмовик                                                         | 41 жовтий серійний номер 07057                               | | 2007                                    | Учасник БД в Афганістані                      |                                               |
| ДКБ Сухого                       | Су-25               | реактивний штурмовик                                                         | 105 червоний № 2550801024                                    | | 2003                                    | Учасник БД в Афганістані                      |                                               |
| КБ Туполєв                       | АНТ-7 (Р-6)         | багатоцільовий літак                                                         |                                                              | | 2003                                    |                                               |                                               |
| КБ Туполєв                       | Ту-104              | середньомагістральний пасажирський літак                                     | CCCP-Л5415 серійний номер 6350102                            | | 2003                                    |                                               |                                               |
| КБ Туполєв                       | Ту-134А             | середньомагістральний пасажирський літак                                     | CCCP-65743 серійний номер 2351605                            | | 2003                                    |                                               |                                               |
| КБ Туполєв                       | Ту-134А             | середньомагістральний пасажирський літак                                     | CCCP-65601 серійний номер 6350003                            | | 2003                                    |                                               |                                               |
| КБ Туполєв                       | Ту-134 УБЛ          | навчально-тренувальний середньомагістральний пасажирський літак              | 43 серійний номер 64152                                      | | 2006                                    |                                               |                                               |
| КБ Туполєв                       | Ту-154              | середньомагістральний пасажирський літак                                     | CCCP-85020 серійний номер 71A020                             | | 2003                                    |                                               |                                               |
| КБ Туполєв                       | Ту-22 М0            | стратегічний бомбардувальник                                                 | 156 серійний номер 5019018                                   | | 2003                                    |                                               |                                               |
| КБ Туполєв                       | Ту-22 М2            | стратегічний бомбардувальник                                                 | 20 № 3146253                                                 | | 2005                                    |                                               |                                               |
| КБ Туполєв                       | Ту-22 М3            | стратегічний бомбардувальник                                                 | 96 синій № 20106726                                          | | 2006                                    | Зі складу 185 ВБАП                            |                                               |
| КБ Туполєв                       | Ту-142 М3           | дальній протичовновий літак                                                  | 85 чорний серійний номер 8601903                             | | 2006                                    |                                               |                                               |
| КБ Яковлєв                       | Як-3                | винищувач                                                                    | 09 білий                                                     | — | 2005                                    |                                               |                                               |
| КБ Яковлєв                       | Як-18ПМ             | середньомагістральний пасажирський літак                                     |                                                              | | 2006                                    |                                               |                                               |
| КБ Яковлєв                       | Як-28У              | багатоцільовий реактивний військовий літак                                   | 03 білий серійний номер 89319084                             | | 2003                                    |                                               |                                               |
| КБ Яковлєв                       | Як-38               | палубний штурмовик вертикального злету та приземлення (ЛВЗП)                 | 46 жовтий серійний номер 0104 заводський номер 7977864503511 | Входив до складу групи СВВП ТАВКР «Київ» | 2003                                    |                                               |                                               |
| КБ Яковлєв                       | Як-40               | регіональний пасажирський літак                                              | UR-SAN 9542043                                               | Належав: Georgian Int’l Airlines, Challenge Aero | 2010                                    |                                               |                                               |
| КБ Яковлєв                       | Як-40               | регіональний пасажирський літак                                              | UR-XYZ 9610946                                               | Належав: Комі УГА, UTair Express [Архівовано 26 березня 2015 у Wayback Machine.], Вологодское АП [Архівовано 12 червня 2018 у Wayback Machine.], Константа [Архівовано 30 вересня 2020 у Wayback Machine.] | 2010                                    |                                               |                                               |

### Вертольоти
| Виробник  | Модель  | Тип                                                     | Серійний/реєстраційний/бортовий номер | Кому належав | Приблизна дата потрапляння в фонд музею | Особливості експоната | Ілюстрація |
| --------- | ------- | ------------------------------------------------------- | ------------------------------------- | ------------ | --------------------------------------- | --------------------- | ---------- |
| ОКБ Камов | Ка-25ПЛ | легкий палубний гелікоптер                              | 36 cn 2912303                         |              | 2005                                    |                       |            |
| ОКБ Камов | Ка-27ПЛ | легкий палубний гелікоптер                              | 03 cn 5235003901204                   |              | 2005                                    |                       |            |
| ОКБ Камов | Ка-26   | легкий палубний гелікоптер                              | UR-CAU cn 6900403                     |              | 2011                                    |                       |            |
| КБ Міля   | Мі-1    | легкий гелікоптер                                       | CCCP-02299                            |              | 2003                                    |                       |            |
| КБ Міля   | Мі-2    | легкий багатоцільовий гелікоптер                        | UR-23943                              |              | 2003                                    |                       |            |
| КБ Міля   | Мі-4    | багатоцільовий гелікоптер                               | CCCP-48983 (cn 01164)                 |              | 2003                                    |                       |            |
| КБ Міля   | Мі-6    | важкий багатоцільовий гелікоптер                        | 22 № 0562                             | 320-й ОВП    | 2005                                    |                       |            |
| КБ Міля   | Мі-8    | багатоцільовий гелікоптер                               | 04 № 6966                             |              | 2003                                    |                       |            |
| КБ Міля   | Мі-14БТ | морський багатоцільовий гелікоптер берегового базування | 53 № 74083                            |              | 2005                                    |                       |            |
| КБ Міля   | Мі-14ПЛ | морський багатоцільовий гелікоптер берегового базування | 54 № 61405                            |              | 2005                                    |                       |            |
| КБ Міля   | Мі-24А  | ударний десантно-штурмовий гелікоптер                   | 32 № 2405                             |              | 2006                                    |                       |            |
| КБ Міля   | Мі-24Д  | ударний десантно-штурмовий гелікоптер                   | 07 № 3532464506098                    |              | 2003                                    |                       |            |
| КБ Міля   | Мі-24П  | ударний десантно-штурмовий гелікоптер                   | 72                                    |              | 2005                                    |                       |            |
| КБ Міля   | Мі-26   | важкий багатоцільовий гелікоптер                        | 64 чорний 34001212003 01-03           |              | 2006                                    |                       |            |

### Поповнення колекції
В листопаді 2021 року розпочато роботи з реставрації радянського реактивного фронтового бомбардувальника Іл-28. На початку робіт літак був у розібраному стані, мав вигляд набору деталей та вузлів.

### Закриття для відвідування
Після 24 лютого 2022, з початку повномасштабного вторгнення Росії в Україну музей закрито для відвідувачів. Станом на 2024, музей працює в закритому режимі, але надає можливість придбати квитки які будуть дійсні після відкриття. На сайті музею створено віртуальну виставку і регулярно публікуються новини.